# Internationale Friedensfahrt 1978
Die 31. Internationale Friedensfahrt (Course de la paix) war ein Radrennen, das vom 10. bis 24. Mai 1978 ausgetragen wurde.
Die 31. Auflage dieses Radrennens bestand aus 12 Einzeletappen und führte auf einer Gesamtlänge von 1796 km von Ost-Berlin über Prag nach Warschau. Mannschaftssieger war die Sowjetunion. Der beste Bergfahrer war Krzysztof Sujka aus Polen.
Durch eine 80 km lange Alleinfahrt konnte Alexander Awerin nach seinem Sieg auf der 7. Etappe vom 16. Platz in der Gesamtwertung auf den 1. Platz fahren.

## Mannschaften und Fahrer
| 1 – Jan Krawczyk 2 – Czesław Lang 3 – Lechosław Michalak 4 – Janusz Pożak 5 – Krzysztof Sujka 6 – Stanisław Szozda |

| 07 – Eddy de Vleeschauwer 08 – Dirk Gilbert 09 – Ortaire Goossens 10 – Domenique Cosemans 11 – Noël Zelck 12 – Eric Thoelen |

| 13 – Tamás Csathó 14 – Gyula Nagy 15 – László Halasz 16 – János Sipos 17 – István Szlipcsevics 18 – György Szuromi |

| 19 – Zdeněk Bartoníček 20 – Jiří Bartolšic 21 – Michal Klasa 22 – Ladislav Novák 23 – Vlastibor Konečný 24 – Jiří Škoda |

| 25 – Georgi Fortunow 26 – Jordan Jordanow 27 – Jordan Pentschew 28 – Nentscho Stajkow 29 – Iwan Wassiliew 30 – Weliko Welikow |

| 31 – Claudio Toselli 32 – Mirko Bernardi 33 – Giorgio Casati 34 – Sante Fossato 35 – Mauro De Pellegrini 36 – Gianfausto Scotti |

| 37 – Nigel Hartie 38 – Paul Milnes 39 – Clive Oxborrow 40 – Mark Robinson 41 – Philip Thomas 42 – Michael Williams |

| 43 – Harry Hannus 44 – Hannu Honkonen 45 – Hannu Jussila 46 – Magnus Mansner 47 – Pertti Nieminen 48 – Mauno Uusivirta |

| 49 – Siobodan Arsovski 50 – Branko Bedekovic 51 – Bruno Bulić 52 – Ivica Čolig 53 – Momčilo Lajzer 54 – Radoslav Moravec |

| 55 – Andreas Neuer 56 – Burkhard Freese 57 – Hans-Joachim Hartnick 58 – Peter Koch 59 – Andreas Petermann 60 – Siegbert Schmeißer |

| 61 – Costica Bonciu 62 – Costel Cirja 63 – Valentin Ilie 64 – Mircea Romașcanu 65 – Nicolae Savu 66 – Teodor Vasile |

| 67 – Aldo Arencibia 68 – Carlos Cardet 69 – Ricardo Salazar 70 – Jorge Pérez 71 – Edilberto Rodríguez 72 – Lazaro Santos |

| 73 – Alexander Gusjatnikow 74 – Said Husseinow 75 – Sergei Morosow 76 – Alexander Awerin 77 – Aavo Pikkuus 78 – Juri Sacharow |

| 79 – Franciscus Francissen 80 – Petrus Kuijs 81 – Johannes Kuiken 82 – Sebastianus van Lamoen 83 – Johannes van Tilborg 84 – Johannes van der Velden |

| 91 – Pierre Aubernon 92 – Sylvain Blandon 93 – Didier Lebaud 94 – Alain Mas 95 – Jean-Philippe Pipart 96 – Eric Revez |

## Details
| Ergebnis | Ergebnis         | Ergebnis      | Ergebnis | Ergebnis |
| -------- | ---------------- | ------------- | -------- | -------- |
| Erster   | Alexander Awerin | ø 38,4 km/std | UdSSR    |          |
| Zweiter  | Juri Sacharow    |               | UdSSR    |          |
| Dritter  | Mircea Romașcanu |               | Rumänien |          |

| Etappe     | Start – Ziel                   | Etappensieger                 | Etappen- länge | Fahrzeit |
| ---------- | ------------------------------ | ----------------------------- | -------------- | -------- |
| 0Prolog    | Einzelzeitfahren in Ost-Berlin | Andreas Petermann DDR         | 007 km         | 2:48:59  |
| 01. Etappe | Ost-Berlin – Halle (Saale)     | Stanisław Szozda Polen        | 193 km         | 4:50:16  |
| 02. Etappe | Halle – Erfurt                 | Aavo Pikkuus Sowjetunion      | 182 km         | 4:55:10  |
| 03. Etappe | Gotha – Suhl                   | Siegbert Schmeißer DDR        | 102 km         | 2:57:43  |
| 04. Etappe | Suhl – Gera                    | Juri Sacharow Sowjetunion     | 162 km         | 4:00:17  |
| 05. Etappe | Gera – Karlsbad                | Carlos Cardet Kuba            | 158 km         | 3:54:25  |
| 06. Etappe | Karlsbad – Prag                | Sante Fossato Italien         | 185 km         | 4:51:12  |
| 07. Etappe | Prag – Liberec                 | Alexander Awerin Sowjetunion  | 140 km         | 3:35:13  |
| 08. Etappe | Liberec – Hradec Králové       | Michal Klasa Tschechoslowakei | 155 km         | 3:57:26  |
| 09. Etappe | Hradec Králové – Jelenia Góra  | Alexander Awerin Sowjetunion  | 155 km         | 3:53:28  |
| 10. Etappe | Rund um Jelenia Góra           | Giorgio Casati Italien        | 146 km         | 4:08:57  |
| 11. Etappe | Jelenia Góra – Breslau         | Alexander Awerin Sowjetunion  | 148 km         | 3:43:55  |
| 12. Etappe | Kriterium in Warschau          | Krzysztof Sujka Polen         | 070 km         | 1:35:43  |